# Blitridium nigrocinnabarinum
Blitridium nigrocinnabarinum är en svampart som först beskrevs av Ludwig David von Schweinitz, och fick sitt nu gällande namn av Pier Andrea Saccardo 1889. Blitridium nigrocinnabarinum ingår i släktet Blitridium och familjen Triblidiaceae.   Inga underarter finns listade i Catalogue of Life.